# DreamWorks Animation
DreamWorks Animation è una casa di produzione cinematografica statunitense. Specializzata nell'animazione tradizionale e in CGI, la Dreamworks Animation è considerata una pioniera dello sviluppo tecnologico dell'animazione.

## Storia
La società è nata nel 1994 per volontà di Steven Spielberg, David Geffen e Jeffrey Katzenberg come divisione della DreamWorks SKG ("S", "K" e "G" è acronimo dei cognomi dei tre fondatori). I primi film firmati dalla DreamWorks Animation, entrambi del 1998, sono Z la formica, realizzato in CGI, e Il principe d'Egitto, dallo stile d'animazione tradizionale. Galline in fuga del 2000 è il primo film dello studio realizzato con la tecnica del passo uno e il primo realizzato in collaborazione con la Aardman Animations. Nel 2000 ha acquisito la Pacific Data Images. Nel 2001 è stata la volta del blockbuster Shrek, grazie al quale lo studio ha ottenuto il primo Oscar per il miglior lungometraggio d'animazione. Del film usciranno tre sequel come il fortunatissimo Shrek 2 del 2004. La DreamWorks Animation si è separata dalla DreamWorks nel 2004 diventando uno studio indipendente. A partire da Mostri contro alieni del 2009 lo studio ha sempre pubblicato i suoi film in animazione 3D o in formato stereoscopico. Il 23 agosto 2016 la DreamWorks Animation è stata acquistata dalla NBCUniversal. La Dreamworks Animation vanta numerosi appassionati in tutto il mondo.

## Filmografia

### Lungometraggi
| n. | Titolo italiano                                        | Titolo originale                               | Anno | Regista                                      |
| -- | ------------------------------------------------------ | ---------------------------------------------- | ---- | -------------------------------------------- |
| 1  | Z la formica                                           | Antz                                           | 1998 | Eric Darnell e Tim Johnson                   |
| 2  | Il principe d'Egitto                                   | The Prince of Egypt                            | 1998 | Brenda Chapman, Simon Wells e Steve Hickner  |
| 3  | La strada per El Dorado                                | The Road to El Dorado                          | 2000 | Don Paul e Bibo Bergeron                     |
| 4  | Galline in fuga                                        | Chicken Run                                    | 2000 | Peter Lord e Nick Park                       |
| 5  | Shrek                                                  | Shrek                                          | 2001 | Andrew Adamson e Vicky Jenson                |
| 6  | Spirit - Cavallo selvaggio                             | Spirit: Stallion of the Cimarron               | 2002 | Kelly Asbury e Lorena Cook                   |
| 7  | Sinbad - La leggenda dei sette mari                    | Sinbad: Legend of the Seven Seas               | 2003 | Patrick Gilmore e Tim Johnson                |
| 8  | Shrek 2                                                | Shrek 2                                        | 2004 | Andrew Adamson, Kelly Asbury e Conrad Vernon |
| 9  | Shark Tale                                             | Shark Tale                                     | 2004 | Rob Letterman, Vicky Jenson e Bibo Bergeron  |
| 10 | Madagascar                                             | Madagascar                                     | 2005 | Eric Darnell e Tom McGrath                   |
| 11 | Wallace & Gromit - La maledizione del coniglio mannaro | Wallace & Gromit: The Curse of the Were-Rabbit | 2005 | Nick Park e Steve Box                        |
| 12 | La gang del bosco                                      | Over the Hedge                                 | 2006 | Tim Johnson e Karey Kirkpatrick              |
| 13 | Giù per il tubo                                        | Flushed Away                                   | 2006 | Sam Fell e David Bowers                      |
| 14 | Shrek Terzo                                            | Shrek the Third                                | 2007 | Chris Miller                                 |
| 15 | Bee Movie                                              | Bee Movie                                      | 2007 | Simon J. Smith e Steve Hickner               |
| 16 | Kung Fu Panda                                          | Kung Fu Panda                                  | 2008 | John Stevenson e Mark Osborne                |
| 17 | Madagascar 2                                           | Madagascar: Escape 2 Africa                    | 2008 | Eric Darnell e Tom McGrath                   |
| 18 | Mostri contro alieni                                   | Monsters vs. Aliens                            | 2009 | Conrad Vernon e Rob Letterman                |
| 19 | Dragon Trainer                                         | How To Train Your Dragon                       | 2010 | Chris Sanders e Dean DeBlois                 |
| 20 | Shrek e vissero felici e contenti                      | Shrek Forever After                            | 2010 | Mike Mitchell                                |
| 21 | Megamind                                               | Megamind                                       | 2010 | Tom McGrath                                  |
| 22 | Kung Fu Panda 2                                        | Kung Fu Panda 2                                | 2011 | Jennifer Yuh Nelson                          |
| 23 | Il gatto con gli stivali                               | Puss in Boots                                  | 2011 | Chris Miller                                 |
| 24 | Madagascar 3 - Ricercati in Europa                     | Madagascar 3: Europe's Most Wanted             | 2012 | Eric Darnell, Conrad Vernon e Tom McGrath    |
| 25 | Le 5 leggende                                          | Rise of the Guardians                          | 2012 | Peter Ramsey                                 |
| 26 | I Croods                                               | The Croods                                     | 2013 | Chris Sanders e Kirk DeMicco                 |
| 27 | Turbo                                                  |                                                | 2013 | David Soren                                  |
| 28 | Mr. Peabody e Sherman                                  | Mr. Peabody & Sherman                          | 2014 | Rob Minkoff                                  |
| 29 | Dragon Trainer 2                                       | How To Train Your Dragon 2                     | 2014 | Dean DeBlois                                 |
| 30 | I pinguini di Madagascar                               | Penguins of Madagascar                         | 2014 | Eric Darnell e Simon J. Smith                |
| 31 | Home - A casa                                          | Home                                           | 2015 | Tim Johnson                                  |
| 32 | Kung Fu Panda 3                                        | Kung Fu Panda 3                                | 2016 | Jennifer Yuh Nelson e Alessandro Carloni     |
| 33 | Trolls                                                 | Trolls                                         | 2016 | Mike Mitchell                                |
| 34 | Baby Boss                                              | The Boss Baby                                  | 2017 | Tom McGrath                                  |
| 35 | Capitan Mutanda - Il film                              | Captain Underpants: The First Epic Movie       | 2017 | David Soren                                  |
| 36 | Dragon Trainer - Il mondo nascosto                     | How To Train Your Dragon: The Hidden World     | 2019 | Dean DeBlois                                 |
| 37 | Il piccolo yeti                                        | Abominable                                     | 2019 | Jill Culton                                  |
| 38 | Trolls World Tour                                      | Trolls World Tour                              | 2020 | Walt Dohrn                                   |
| 39 | I Croods 2 - Una nuova era                             | The Croods: A New Age                          | 2020 | Joel Crawford                                |
| 40 | Spirit - Il ribelle                                    | Spirit Untamed                                 | 2021 | Elaine Bogan                                 |
| 41 | Baby Boss 2 - Affari di famiglia                       | The Boss Baby: Family Business                 | 2021 | Tom McGrath                                  |
| 42 | Troppo cattivi                                         | The Bad Guys                                   | 2022 | Pierre Perifel                               |
| 43 | Il gatto con gli stivali 2 - L'ultimo desiderio        | Puss in Boots: The Last Wish                   | 2022 | Joel Crawford                                |
| 44 | Ruby Gillman - La ragazza con i tentacoli              | Ruby Gillman, Teenage Kraken                   | 2023 | Kirk DeMicco                                 |
| 45 | Trolls 3 - Tutti insieme                               | Trolls Band Together                           | 2023 | Walt Dohrn                                   |
| 46 | Orion e il Buio                                        | Orion and the Dark                             | 2024 | Sean Charmatz                                |
| 47 | Kung Fu Panda 4                                        | Kung Fu Panda 4                                | 2024 | Mike Mitchell                                |
| 48 | Il robot selvaggio                                     | The Wild Robot                                 | 2024 | Chris Sanders                                |
| 49 | Dog Man                                                | Dog Man                                        | 2025 | Peter Hastings                               |
| 50 | Troppo cattivi 2                                       | The Bad Guys 2                                 | 2025 | Pierre Perifel                               |

### Direct-to-video
- Giuseppe - Il re dei sogni (Joseph: King of Dreams), regia di Robert Ramirez e Rob LaDuca (2000)

### Remake live-action
| n. | Titolo italiano | Titolo originale         | Anno | Regista      |
| -- | --------------- | ------------------------ | ---- | ------------ |
| 1  | Dragon Trainer  | How To Train Your Dragon | 2025 | Dean DeBlois |

### Film per la televisione
- Trollhunters - L'ascesa dei Titani (Tronllhunters - Rise of the Titans), regia di Johane Matte, Francisco Ruiz Velasco e Andrew Schmidt (2021)
- Megamind vs. the Doom Syndicate, regia di Eric Fogel (2024)

### Cortometraggi
- Festa danzante con karaoke nella palude di Shrek (Shrek in the Swap Karaoke Dance Party) (2001)
- Shrek 4-D, regia di Simon J. Smith (2003)
- Cyclops Island (2003)
- Idolo di Molto Molto Lontano (Far Far Away Idol), regia di Simon J. Smith (2004)
- Club Oscar (2004)
- Pinguini di Madagascar in Missione Natale (The Madagascar Penguins in a Christmas Caper), regia di Gary Trousdale (2005)
- Primo volo (First Flight), regia di Cameron Hood e Kyle Jefferson (2006)
- L'avventura di Hammy con il boomerang (Hammy's Boomerang Adventure), regia di Will Finn (2006)
- Shrekkati per le feste (Shrek the Halls), regia di Gary Trousdale (2007)
- I segreti dei cinque cicloni (Kung Fu Panda: Secrets of the Furious Five), regia di Raman Hui (2008)
- Che colpo, B.O.B.! (B.O.B.'s Big Break), regia di Robert Porter (2009)
- Mostri contro alieni - Zucche mutanti venute dallo spazio (Monsters vs. Aliens: Mutant Pumpkins from Outer Space), regia di Peter Ramsey (2009)
- Buon Natale, Madagascar! (Merry Madagascar), regia di Tom McGrath (2009)
- Shrekkato da morire (Scared Shrekless), regia di Gary Trousdale e Raman Hui (2010)
- La leggenda del drago Rubaossa (Legend of the Boneknapper Dragon), regia di John Puglisi (2010)
- La spettacolare festa di Natale di Ciuchino (Donkey's Caroling Christmas-tacular), regia di Walt Dohrn (2010)
- Megamind - Il bottone col botto (Megamind: The Button of Doom), regia di Simon J. Smith (2010)
- La Festività di Kung Fu Panda (Kung Fu Panda Holiday), regia di Tim Johnson (2010)
- Dragons: Il dono del drago (Dragons: Gift of the Night Fury), regia di Tom Owens (2011)
- Thriller Night, regia di Gary Trousdale (2011)
- I tre porcellini e il lupo... mannaro (The Pig Who Cried Werewolf), regia di Gary Trousdale (2011)
- Mostri contro alieni - La notte delle carote viventi (Monsters vs. Aliens: Night of the Living Carrots), regia di Robert Porter (2011)
- Il libro dei draghi (Book of Dragons), regia di Steve Hickner (2011)
- Kung Fu Panda - I segreti dei maestri (Kung Fu Panda: Secrets of the Masters), regia di Tony Leondis (2011)
- Il gatto con gli stivali: I Tre Diablos (Puss in Boots: The Three Diablos), regia di Raman Hui (2012)
- Almost Home (2014)
- Rocky & Bullwinkle, regia di Gary Trousdale (2014)
- Dragons - L'inizio delle corse dei draghi (Dawn of the Dragon Racers) (2014)
- Trolls - Missione Vacanze (Trolls Holiday), regia di Joel Crawford (2017)
- Dragon Trainer - Rimpatriata (How to Train Your Dragon: Homecoming), regia di Jonathan Groff e Jon Pollack (2019)
- Trolls: Holiday in Harmony, regia di Sean Charmatz e Tim Heitz (2021)
- Troppo Cattivi - Un Natale troppo cattivo (The Bad Guys: A Very Bad Holiday), regia di Bret Haaland (2023)
- Troppo Cattivi - Un Halloween troppo cattivo (The Bad Guys: Haunted Heist), regia di Kevin Peaty (2024)
- Troppo Cattivi - Frottole e Scuse (The Bad Guys: Little Lies and Alibis), regia di Liron Topaz (2025)

### Serie TV
- Toonsylvania (1998-1999)
- Invasion America (1998)
- Father of the Pride (2004-2005)
- I pinguini di Madagascar (The Penguins of Madagascar) (2008-2015)
- Neighbors from Hell (2010)
- Kung Fu Panda - Mitiche avventure (Kung Fu Panda: Legends of Awesomeness) (2011-2016)
- Dragons (2012-2018)
- Mostri contro alieni (Monsters vs. Aliens) (2013-2014)
- Turbo Fast (2013-2016)
- VeggieTales in the House (mai doppiata in italiano 2014-2016)
- Tutti pazzi per Re Julien (All Hail King Julien) (2014-2017)
- Le avventure del gatto con gli stivali (The Adventures of Puss in Boots) (2015-2018)
- Dinotrux (2015-2018)
- Mr. Peabody & Sherman Show (The Mr. Peabody & Sherman Show) (2015-2017)
- I Croods - Le origini (Dawn of the Croods) (2015-2017)
- Noddy, Toyland Detective (2016-in corso)
- Voltron: Legendary Defender (2016-2018)
- Home - Le avventure di Tip e Oh (Home: Adventures with Tip and Oh) (2016-2017)
- Trollhunters - I racconti di Arcadia (2016-2018)
- VeggieTales in the City (2017)
- Spirit Riding Free (2017-2020)
- Trolls - La festa continua! (Trolls: The Beat Goes On!) (2018-2019)
- Baby Boss: Di nuovo in affari (The Boss Baby: Back in Business) (2018-2020)
- Le avventure di Rocky e Bullwinkle (The Adventures Of Rocky and Bullwinkle) (2018-2019)
- Harvey Girls per sempre! (Harvey Girls Forever!) (2018-2020)
- Le epiche avventure di Capitan Mutanda (The Epic Tales of Captain Underpants) (2018-2020)
- She-Ra e le principesse guerriere (She-Ra and the Princesses of Power) (2018-2020)
- Kung Fu Panda - Le zampe del destino (Kung Fu Panda: The Paws of Destiny) (2018-2019)
- 3 in mezzo a noi - I racconti di Arcadia (2018-2019)
- Dov'è Wally (Where's Waldo?) (2019-2021)
- La prossima fantastica avventura di Archibald (Archibald's Next Big Thing) (2019-in corso)
- Dragons - Squadra di salvataggio (DreamWorks Dragons: Rescue Riders) (2019-2022)
- Cleopatra in Space (2019-2021)
- Fast & Furious - Piloti sotto copertura (Fast & Furious Spy Racers) (2019-2021)
- Kipo e l'era delle creature straordinarie (Kipo and the Age of Wonderbeasts) (2020)
- La cittadina canterina: Canta con noi (Rhyme Time Town) (2020-2021)
- I Maghi - I racconti di Arcadia (Wizards: Tales of Arcadia) (2020)
- Madagascar - I 4 dell'oasi selvaggia (Madagascar: A Little Wild) (2020-2022)
- Jurassic World - Nuove avventure (Jurassic World Camp Cretaceous) (2020-2022)
- The Mighty Ones (2020-2021)
- Doug: il robot curioso (Doug Unplugs) (2020-2022)
- Trolls: TrollsTopia (2020-2022)
- La casa delle bambole di Gabby (Gabby's Dollhouse) (2021-in corso)
- Go, Dog. Go! (2021-in corso)
- Trollhunters - L'ascesa dei Titani (Trollhunters: Rise of the Titans) (2021)
- The Croods: Family Tree (2021-2023)
- Dragons: Leggende dei Nove Regni (DreamWorks Dragons: The Nine Realms) (2021-in corso)
- Team Zenko Go (2022-in corso)
- Pigna e Pony (Pinecone & Pony) (2022-in corso)
- Baby Boss: Di nuovo in famiglia (The Boss Baby: Back in the Crib) (2022-2023)
- Kung Fu Panda: Il cavaliere dragone (Kung Fu Panda: The Dragon Knight) (2022-2023)
- Il piccolo yeti e la città invisibile (2022-2023)
- Not Quite Narwhal (2023-2024)
- Drew Drop Diaries (2023)
- Fright Krewe (2023-2024)
- Curses! (2023 in corso)
- Megamind Rules! (2024)

- Jurassic World - Teoria del caos (Jurassic World - Chaos Theory) (2024-in corso)
- Mighty MonsterWheelies (2024 in corso)
- Bearbrick (2025 in corso)

## Premi e riconoscimenti
Dreamworks Animation ha ottenuto 23 candidature agli Oscar, vincendone 3. Oltre a questi ha ottenuto 10 nomination di cui 2 vittorie ai BAFTA, 19 nominations di cui 4 vittorie ai Critics' Choice Awards, 15 nomination di cui 1 vittoria ai Golden Globes e più di 230 nomination di cui 60 vittorie agli Annie Awards. Ha anche ottenuto 6 nomination e 1 vittoria ai Grammy Awards

### Oscar
- 1999- Migliore canzone per "When You Believe" da Il principe d'Egitto
- 1999- Candidatura nella categoria Miglior colonna sonora commedia per Il principe d'Egitto
- 2002- Miglior film d'animazione per Shrek
- 2002- Candidatura nella categoria Miglior sceneggiatura non originale per Shrek
- 2003- Candidatura nella categoria Miglior film d'animazione per Spirit-Cavallo selvaggio
- 2005- Candidatura nella categoria Miglior film d'animazione per Shrek 2
- 2005- Candidatura nella categoria Miglior canzone originale per "Accidentally in Love" da Shrek 2
- 2005- Candidatura nella categoria Miglior film d'animazione per Shark Tale
- 2006- Miglior film d'animazione per Wallace & Gromit - La maledizione del coniglio mannaro
- 2009- Candidatura nella categoria Miglior film d'animazione per Kung Fu Panda
- 2011- Candidatura nella categoria Miglior film d'animazione per Dragon Trainer
- 2011- Candidatura nella categoria Miglior colonna sonora originale per Dragon Trainer
- 2012- Candidatura nella categoria Miglior film d'animazione per Kung Fu Panda 2
- 2012- Candidatura nella categoria Miglior film d'animazione per Il gatto con gli stivali
- 2014- Candidatura nella categoria Miglior film d'animazione per I Croods
- 2015- Candidatura nella categoria Miglior film d'animazione per Dragon Trainer 2
- 2017- Candidatura nella categoria Miglior canzone originale per "Can't Stop the Feeling!" da Trolls
- 2018- Candidatura nella categoria Miglior film d'animazione per Baby Boss
- 2020- Candidatura nella categoria Miglior film d'animazione per Dragon Trainer - Il mondo nascosto
- 2023- Candidatura nella categoria Miglior film d'animazione per Il gatto con gli stivali 2 - L'ultimo desiderio
- 2025- Candidatura nella categoria Miglior film d'animazione per Il robot selvaggio
- 2025- Candidatura nella categoria Miglior sonoro per Il robot selvaggio
- 2025- Candidatura nella categoria Miglior colonna sonora per Il robot selvaggio